# Alcis maculata
Alcis maculata är en fjärilsart som beskrevs av Otto Staudinger 1892. Alcis maculata ingår i släktet Alcis och familjen mätare. Inga underarter finns listade i Catalogue of Life.

## Bildgalleri

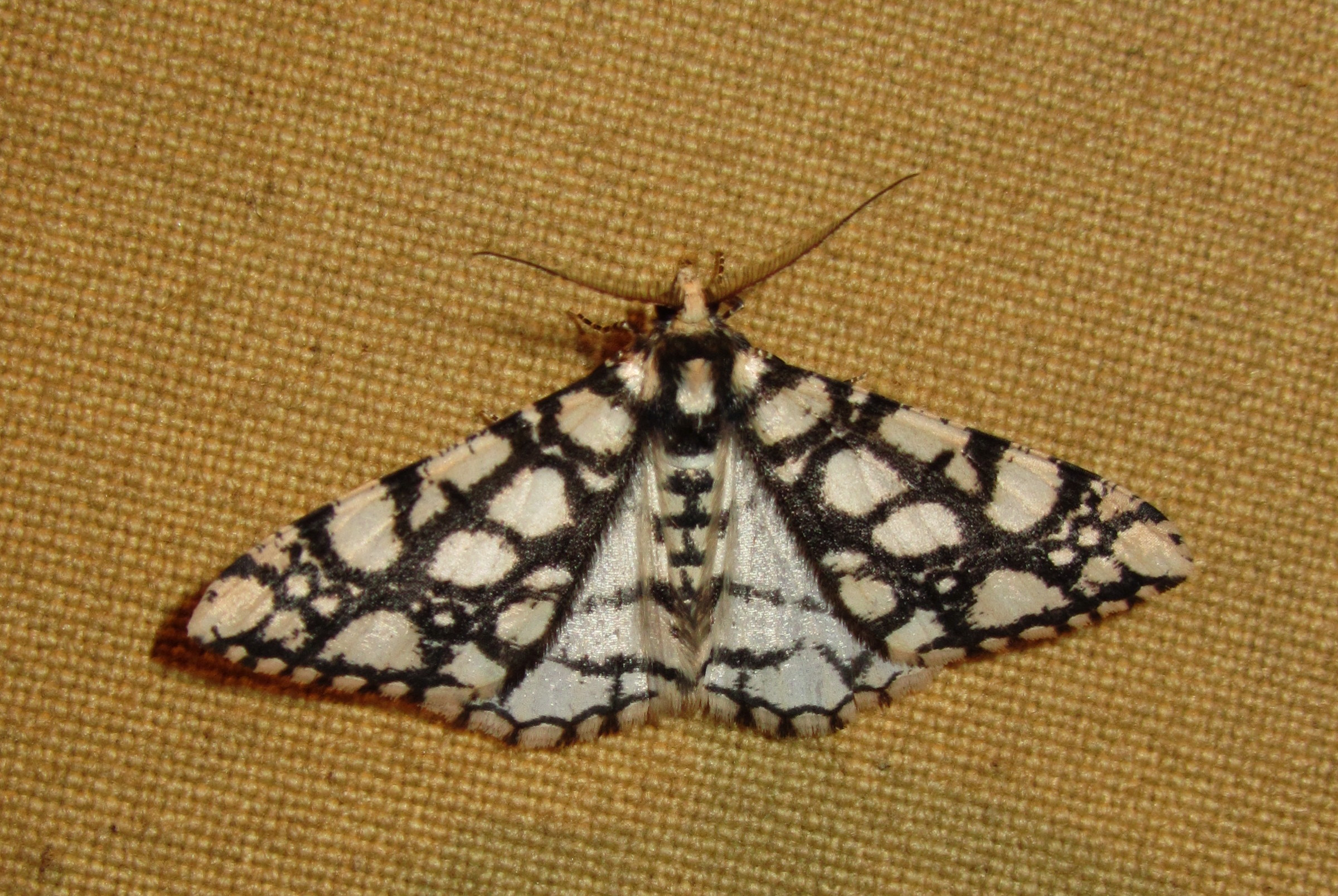
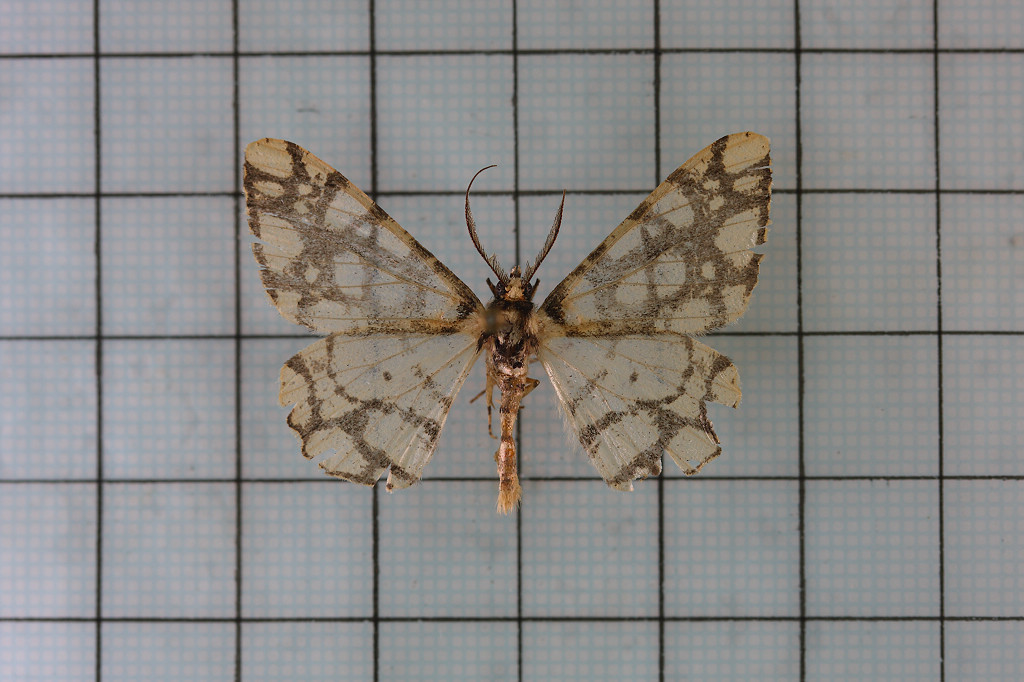
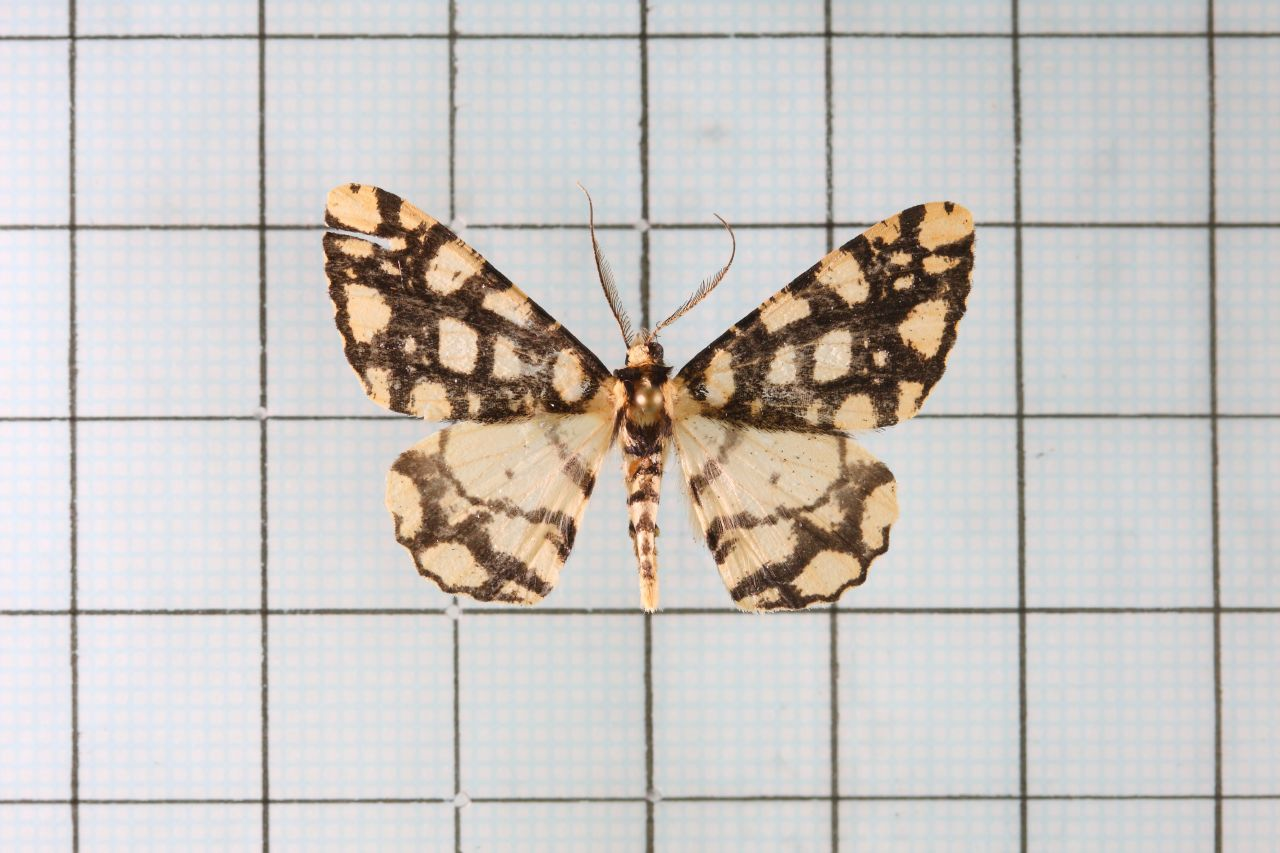
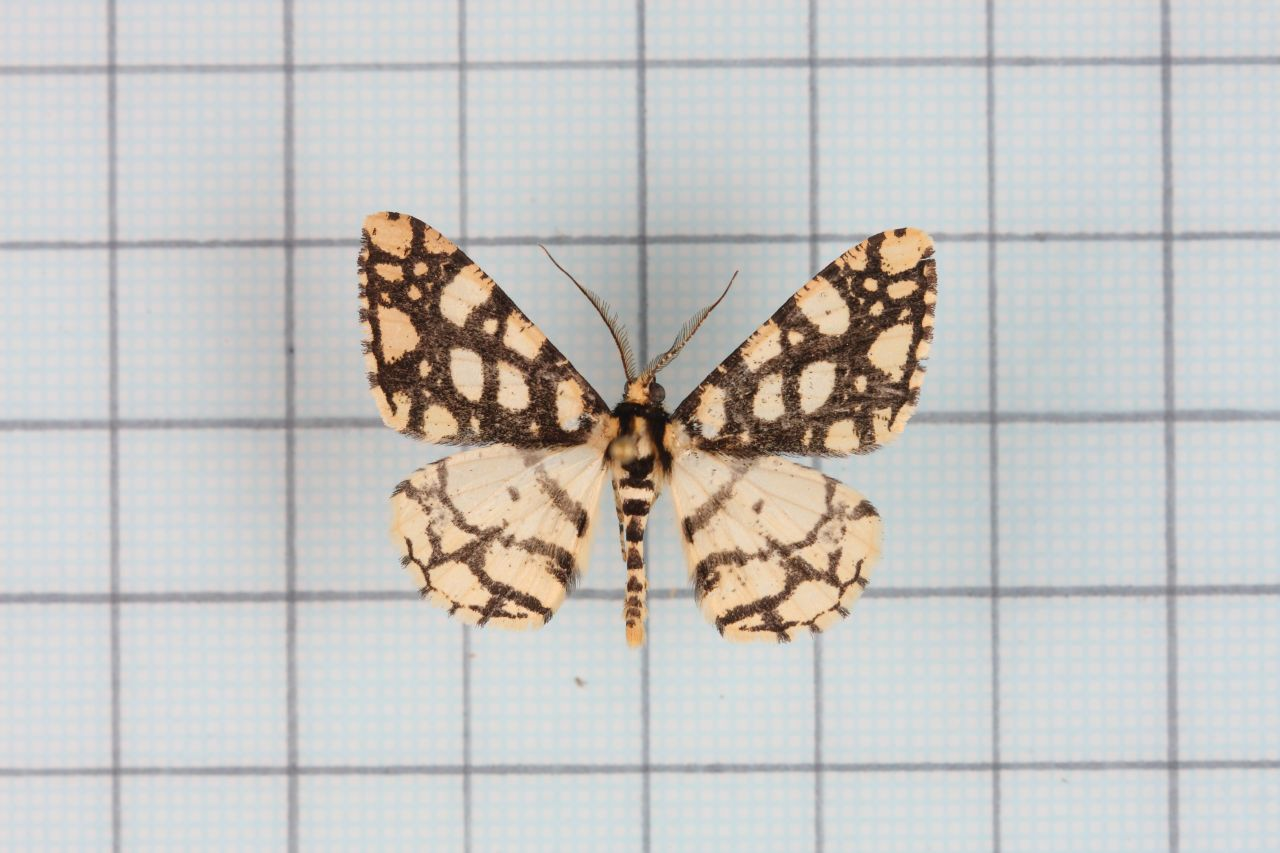